# Ichibengops
Ichibengops munyamadziensis
Genre
Espèce
Ichibengops est un genre fossile de thérapsides thérocéphales ayant vécu durant la fin du Permien (Wuchiapingien), il y environ 255 millions d'années, dans ce qui est actuellement la Zambie. Une seule espèce est connue, Ichibengops munyamadziensis, décrite en 2015 sur la base de fossiles trouvés dans la formation de Madumabisa, dans le bassin de Luangwa.
Les thérocéphales sont connus de cette formation depuis des décennies, pourtant Ichibengops est le premier du groupe à être endémique de Zambie et à avoir été décrit en détail.

## Étymologie
Le nom de genre Ichibengops vient d'une combinaison de bemba et du grec ancien qui signifie littéralement « visage cicatriciel », tandis que l'épithète spécifique munyamadziensis fait référence à la zone de gestion de Munyamadzi, endroit où les fossiles ont été trouvés,.

## Description
L'analyse phylogénétique indique qu’Ichibengops est un membre basal du clade des euthérocéphales, situé juste à l'extérieur des autres taxons le constituant. Ichibengops est d'ailleurs apparenté au thérocéphale russe Chthonosaurus (en), formant l'une des nombreuses paires connues de taxons frères afro-russes d'euthérocéphales, ce qui indique que ces derniers pouvaient se disperser librement dans la majeure partie de la Pangée à la fin du Permien. Comme son proche parent Euchambersia, Ichibengops est soupçonné d'avoir été venimeux, comme en témoignent les rainures situé au-dessus de ses dents,.

## Classification
Le nom valide complet (avec auteur) de ce taxon est Ichibengops Huttenlocker (d), Sidor (d) & Angielczyk (d), 2015.